# Western Pacific Agent
Western Pacific Agent è un film del 1950 diretto da Sam Newfield.
È un film poliziesco statunitense a sfondo drammatico con Kent Taylor, Sheila Ryan e Mickey Knox.

## Produzione
Il film, diretto da Sam Newfield su una sceneggiatura di Fred Myton e un soggetto di Milton Raison, fu prodotto da Sigmund Neufeld per la Lippert Pictures e girato a Long Beach e a Sacramento, California, dal 14 dicembre 1949.

## Distribuzione
Il film fu distribuito negli Stati Uniti dal 10 aprile 1950 (première a il 17 marzo) al cinema dalla Lippert Pictures.
Altre distribuzioni:
- in Grecia (O dolofonos ton slipings)
- in Germania Ovest (Jack der Killer)

## Promozione
La tagline è: STOP... killer on a rampage! LOOK... violence rides the rails! LISTEN... guns blast the night!.